# Peter Westbury
 Peter Westbury  va ser un pilot de curses automobilístiques britànic que va arribar a disputar curses de Fórmula 1.
Va néixer el 26 de maig del 1938 a Roehampton, Londres, Anglaterra.

## A la F1
Peter Westbury va debutar a la setena cursa de la temporada 1969 (la vintena temporada de la història) del campionat del món de la Fórmula 1, disputant el 3 d'agost del 1969 el GP d'Alemanya al circuit de Nürburgring.
Va participar en un total de dues curses puntuables pel campionat de la F1, disputades en dues temporades consecutives (1969-1970) aconseguint una novena posició final (cinquena dins els de la F2) com a millor classificació en una cursa i no assolí cap punt pel campionat del món de pilots.

## Resultats a la Fórmula 1
| Any  | Equip                  | Xassís       | Motor    | 1   | 2   | 3   | 4   | 5   | 6   | 7     | 8   | 9   | 10  | 11  | 12      | 13  | Posició | Punts |
| ---- | ---------------------- | ------------ | -------- | --- | --- | --- | --- | --- | --- | ----- | --- | --- | --- | --- | ------- | --- | ------- | ----- |
| 1969 | Felday Engineering Ltd | Brabham (F2) | Cosworth | SUD | ESP | MON | HOL | FRA | GBR | ALE 9 | ITA | CAN | USA | MEX |         |     | -       | 0     |
| 1970 | Yardley Team BRM       | BRM          | BRM      | SUD | ESP | MON | BEL | HOL | FRA | GBR   | ALE | AUT | ITA | CAN | USA NVQ | MEX | -       | 0     |

### Resum
| Curses: | Victòries: | Pòdiums: | Poles: | Voltes ràpides: | Punts: |
| ------- | ---------- | -------- | ------ | --------------- | ------ |
| 2       | 0          | 0        | 0      | 0               | 0      |